# Мохамед Хамза
Мохамед бін Хамза ( малай. محمد بن حمزه  ; березень 1918 — 19 лютого 1993) — малайзійський вексилограф, фельдмаршал і архітектор. Він був творцем Jalur Gemilang, тобто прапора Малайзії .
Він був найбільш відомим завдяки своїй роботі над дизайном прапора Малайзії (колишня Малайя), Jalur Gemilang, коли утворення Малайської федерації вимагало нового прапора для нації, щоб замінити недовговічний прапор Малайського Союзу. Він також був відомий розробкою королівських запрошень Джохора та королівських знаків відмінності, герба Джохора , а також таких будівель, як Diamond Jubilee Hall у Джохорі. 

## Особисте життя
Мохамед народився в Кампунг Мелаю Маджіді, Джохор-Бару, Джохор, 5 березня 1918 року. У нього було ще 9 братів і сестер, він навчався в початковій школі Букіт Захара, а пізніше в англійському коледжі Джохор-Бару . Він також пройшов курс поштового мистецтва в Press Art School, Tudor Hall, Forest Hill, Лондон. У 1936 році він був проспонсорований урядом Джохора, щоб він відновив навчання мистецтву в Raffles College, Сінгапур, Straits Settlements, перш ніж розпочати свою кар'єру через рік пізніше як інженер у Департаменті громадських робіт, Джохор-Бару. 

## Кар'єра
У 1937 році Мохамед почав працювати трасувальником в інженерному відділі Департаменту громадських робіт Джохор-Бару. Пізніше його підвищили до технічного помічника, а згодом до вищого технічного помічника, де він виконував більшість робіт у Джохорі. 
У 1960 році його найняв султан сер Ісмаїл ібні Альмархум Султан сер Ібрагім Аль-Масіхур, щоб розробити дизайн королівського запрошення на його коронацію 10 лютого 1960 року. Йому також доручили намалювати карту для Гран-прі Коронації в Джохорі, спроєктувати Арку корони на пляжі Лідо, а також багато інших королівських знаків і прикрас для коронації султана Ісмаїла. 
Тоді він був відомий багатьом як « Мохамед Аркітек » (з малайської Мохамед архітектор),  оскільки він був відомий проектуванням таких споруд, як Diamond Jubilee Hall, Mahkota Tower, Mersing Jamek Mosque, Johor Bahru Post Office, Johor Bahru Будівля міської ради, а також багато інших урядових будівель, кварталів і мечетей у Джохорі. Він також розробив герб Джохора та королівські знаки для королівської родини. 
У середині 1970-х років уряд Джохора запропонував Мохамеду роботу за контрактом через його видатну роботу в галузі інженерії. Пізніше він працював у меблевій компанії в Джохор-Бару дизайнером меблів, а також розробляв логотипи для таких компаній, як культовий бренд соєвого соусу HABHAL (Haji Ahmad bin Haji Abdul Latif). 

## Розробка прапора Малайської Федерації

Оригінальний дизайн прапора Мохамеда для Малайської Федерації.

Остаточний дизайн прапора Малайської Федерації після внесення змін.

Коли Малайська федерація замінила Малайський союз, який проіснував недовго, уряд федерації через Федеральну законодавчу раду оголосив конкурс на новий прапор у 1949 році, за вісім років до утворення країни.  Рада отримала 373 подання, лише три були прийняті, і один з них був дизайном Мохамеда, що складається з поля синіх і білих смуг, з червоним кантоном, що містить жовтий півмісяць і п'ятикутну зірку. 
За словами наймолодшого брата Мохамеда, Абу Бакара Хамзи, Мохамед, якому на той момент було 29 років, вирішив приєднатися до конкурсу, побачивши його оголошення, і був у захваті від участі в конкурсі через палку патріотичну пристрасть і любов до нації.  Він надіслав чотири заявки, і лише одна з них потрапила до списку трьох фіналістів, обраних урядом. Пізніше Законодавча Рада Федерації попросила громадськість висловити свою думку щодо трьох проектів, оскільки місцева газета під назвою The Malay Mail провела опитування з цього приводу.  Пізніше результати були опубліковані 28 листопада 1949 року, коли більшість виборців проголосували за дизайн Мохамеда.
Дато Онн Джаафар, тодішній Ментері Бесар з Джохору, відвідав Мохамеда в його будинку в Джалан Унгку Пуан, Джохор-Бару, щоб обговорити з ним дизайн прапора.  Онн запропонував кілька змін, зокрема замінити синій і червоний кольори (на червоно-білі смуги з блакитним кантоном), а також додати ще 6 точок до 5-кутної зірки на прапорі, щоб загалом отримати 11 точок, оскільки нація боролася проти комуністичних рухів, а 5-кутна зірка мала іронічну схожість з комуністами. Після того, як він погодив поправки до дизайну, остаточний дизайн було подано на Конференцію правителів, яка під час зустрічей 22 і 23 лютого 1950 року затвердила дизайн прапора.  Пізніше 16 травня 1950 року прапор вперше замайорів над палацом Селангор.
У 1963 році, коли Малайська Федерація перетворилася на Велику Федерацію Малайзії, дизайн прапора був змінений, щоб включити три додаткові смуги та промені на зірку, що означало три нових штати, які приєдналися до федерації, Сабах, Саравак і Сінгапур. Після виходу Сінгапуру зі складу Малайзії чотирнадцята смуга і точка були присвячені федеральному уряду.
Однак Мохамед сказав своєму братові Абу Бакару тримати це в таємниці, що саме він розробив прапор Малайї.

## Смерть
19 лютого 1993 року Мохамед помер у Куала-Лумпурі, Малайзія, у віці 74 років від астми . Його молодший брат Абу Бакар згодом через кілька років розкриє, що Мохамед був творцем прапора Джалур Геміланг, побачивши надто багато інших людей, які стверджували, що це їхні власні чи чужі витвори. Він звернувся за допомогою до Департаменту громадських робіт Джохор-Бару та Фонду спадщини Джохора (YWJ), яким вдалося знайти докази внеску Мохамеда у національний прапор, включаючи кальку розміром А4, що містить малюнок прапора Мохамеда з його підписом.  Пізніше Камді Каміл з YWJ напише книгу, присвячену творчості Мохамеда, під назвою « Mohamed Hamzah Perekacipta Jalur Gemilang: Bendera, Lambang & Lagu », опубліковану в 2007 році.

## Нагороди

### Відзнаки Малайзії
- Джохор :
  -  Sultan Ibrahim Diamond Jubilee Medal (1955)
  -  Long Service Medal (P.L.P.) (1976)
  -  Sultan Ibrahim Medal (P.I.S.) (1977)

### Іноземні відзнаки
- Велика Британія :
  -  Recipient of the Defence Medal[1]